# Tom Green
Michael Thomas, Tom, Green (Pembroke, Ontario; 30 de julio de 1971) es un escritor, comediante, productor, director, presentador de televisión, actor y personalidad mediática canadiense.

## Biografía
Green nació en Pembroke, Ontario, bajo el nombre de Michael Thomas Green. Es el primero de los dos hijos de Mary Jane, una consultora de comunicaciones, y de Richard Green, un analista de sistemas informáticos y capitán retirado del ejército. Se crio en una base del Ejército de Canadá cerca de Pembroke, Ontario, y más tarde vivió en Gloucester, Ontario (ahora parte de la ciudad de Ottawa), donde asistió a la primaria Henry Munro Middle School y terminó sus estudios en la secundaria Cairine Wilson School. Allí estudió radiodifusión y se graduó en 1994.

## Carrera
A principios de los años 1990 Green tuvo una fugaz carrera como rapero en la banda Organized Rhyme. En 1993 se emitió por primera vez en el canal público de Ottawa Rogers Community 22 The Tom Green Show, su espectáculo cómico, que pasaría posteriormente a Comedy Network, para en 1999 trasladarse a Estados Unidos, siendo emitido por MTV hasta su cancelación en el año 2000.
La fama lograda con este programa le ayudó a abrirse camino en el mundo del cine estadounidense como actor secundario, por ejemplo en Road Trip, y como actor principal, director y guionista en Freddy Got Fingered, película con la que cosechó cinco Razzies (conocidos como los "anti-Óscar"), ganándose un amplio público entre los adolescentes. También aparece en la película Los ángeles de Charlie, del año 2000.

## Lucha contra el cáncer
Tras diagnosticársele un cáncer testicular en marzo de 2000, grabó un documental sobre su enfermedad, incluida la operación a la que fue sometido, recibiendo numerosas críticas positivas y resultando muy aclamado entre las organizaciones estadounidenses de cáncer por su carácter educativo.

## Vida personal
El 7 de julio de 2001 Tom Green contrajo matrimonio con la actriz Drew Barrymore, de la que se separó oficialmente el 15 de octubre de 2002, alegando la pareja diferencias irreconciliables.
El 25 de diciembre del 2003 Tom Green contrajo nuevamente matrimonio con la modelo Natalie Sparks. Su primera hija, Tiffany Ashley Green Sparks, nació el 21 de enero de 2005 en Nueva York. Su segundo hijo, Logan Ryan Green Sparks, nació el 14 de noviembre del 2006. El 25 de marzo del 2007, Natalie solicitó el divorcio a Green, alegando la pareja diferencias irreconciliables; sin embargo anularon su divorcio en 2012, retomando su relación y renovaron su votos en noviembre de 2012. Su tercer hija, Jenny Annie Green Sparks, nació el 31 de enero de 2013.

## Filmografía

### Cine y televisión
| Año       | Título                                | Papel                             | Créditos |
| --------- | ------------------------------------- | --------------------------------- | --- |
| 1994–1996 | The Tom Green Show                    | Él mismo                          | |
| 1998      | The Chicken Tree                      | Conductor de autobús              | |
| 1998      | Clutch                                | Nerd de las computadoras          | |
| 1999      | Superstar                             | Dylan Schmultz-Plutzker           | |
| 2000      | Road Trip                             | Barry Manilow                     | Stinkers Bad Movie Awards for Worst Supporting Actor Stinkers Bad Movie Awards for Most Unfunny Comic Relief |
| 2000      | Charlie's Angels                      | Chad                              | Stinkers Bad Movie Awards for Worst Supporting Actor Stinkers Bad Movie Awards for Most Unfunny Comic Relief |
| 2001      | Freddy Got Fingered                   | Gord Brody                        | También escritor y director Golden Raspberry Award al Peor actor Golden Raspberry Award for Worst Screen Couple (con cualquier animal a los que maltrata) Golden Raspberry Award for Worst Screenplay Golden Raspberry Award for Worst Director Stinkers Bad Movie Awards al Peor actor Stinkers Bad Movie Awards a la Peor pareja en pantalla (con cualquier persona, animal u objeto extraño) Stinkers Bad Movie Awards al Peor director Nominado — Stinkers Bad Movie Awards a la Peor canción ("The Sausage Song") |
| 2002      | Stealing Harvard                      | Walter P. 'Duff' Duffy            | Nominado — Golden Raspberry Award for Worst Supporting Actor Stinkers Bad Movie Awards al Peor actor |
| 2002      | Clone High                            | Él mismo                          | Episodio: "3 A.D.D.: The Last 'D' is for Disorder" |
| 2003      | Grind                                 | Dueño de la tienda Colorado Skate | |
| 2005      | Bob the Butler                        | Bob Tree                          | |
| 2008      | Legacy                                | Detective Stras                   | |
| 2008      | Shred                                 | Kingsley                          | |
| 2008      | Freezer Burn: The Invasion of Laxdale | Bill Swanson                      | |
| 2008      | The 1 Second Film                     | Él mismo                          | |
| 2009      | Division III                          | Árbitro                           | |
| 2009      | Sweet Baby Jesus                      | Joe                               | |
| 2009      | Shred 2                               | Kingsley                          | |
| 2013      | The Eric André Show                   | Él mismo                          | |
| N/A       | Prankstar                             | Él mismo                          | |
| 2014      | Trailer Park Boys: Don't Legalize It  | Él mismo                          | |

## Discografía

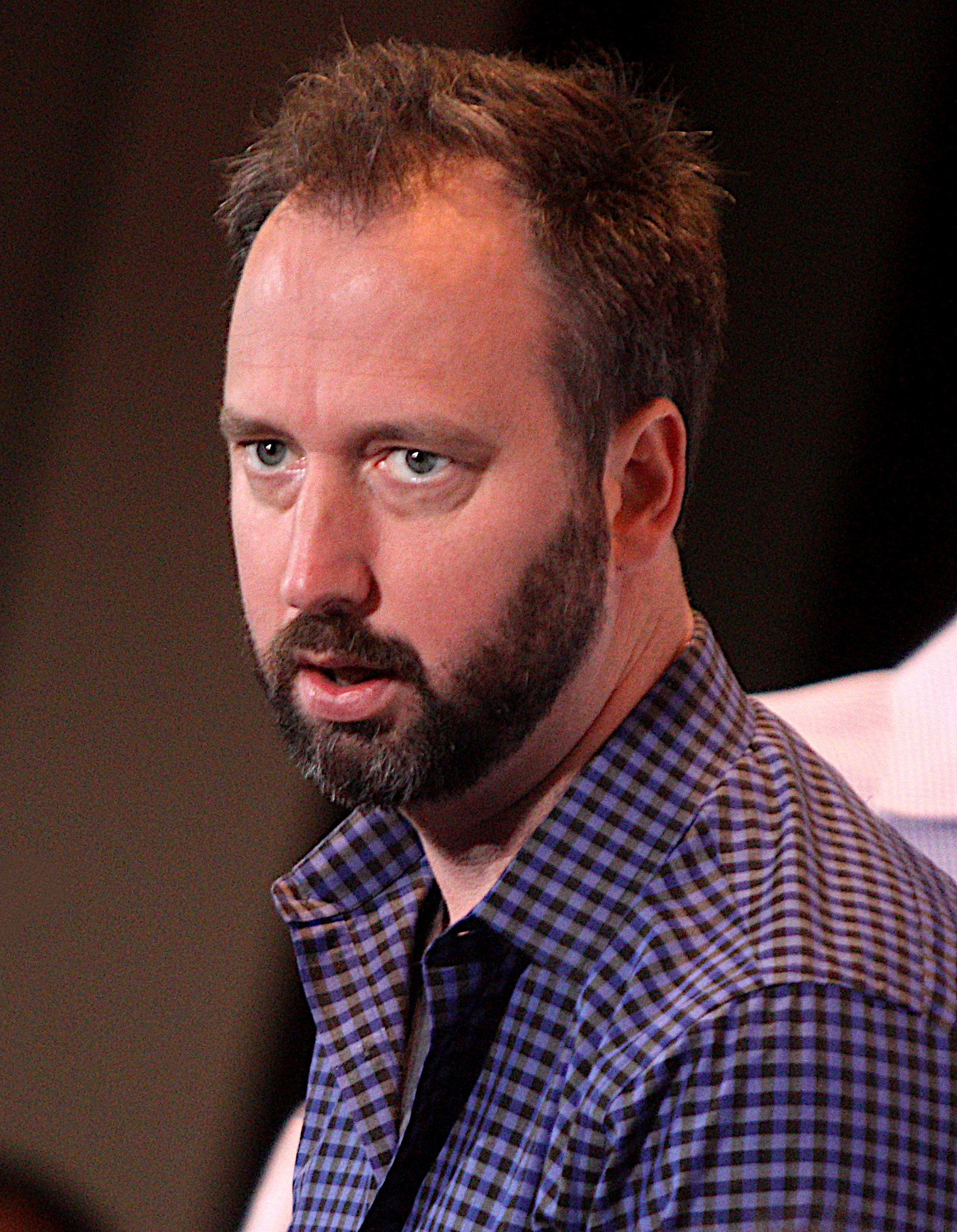
Tom Green en junio de 2012.

| Año  | Álbum                                                  |
| ---- | ------------------------------------------------------ |
| 1992 | Huh!? Stiffenin Against The Wall (con Organized Rhyme) |
| 1998 | Not The Green Tom Show (como MC Face)                  |
| 2005 | Prepare For Impact                                     |
| 2008 | Basement Jams                                          |